# Louis Couperin
Louis Couperin (wym. /lwi kupʁɛ̃/; ur. ok. 1626 w Chaumes-en-Brie, zm. 29 sierpnia 1661 w Paryżu) – francuski kompozytor, organista i klawesynista okresu baroku; brat Charlesa. Louis Couperin był stryjem François Couperin «le Grand». 
Był organistą w kościele St-Gervais w Paryżu i muzykiem nadwornym Ludwika XIV. Najwybitniejsza indywidualność kompozytorska wśród klawesynistów francuskich XVII w. Jego spuścizna (zachowana w tzw. Rękopisie Bauyn) obejmuje 130 utworów klawesynowych, 70 na organy, a ponadto kilka kompozycji na wiolę oraz 3 symfonie na różne instrumenty. Na twórczość klawesynową składają się preludia niemenzurowane, tańce suitowe - allemande, courante, sarabanda, gigue, passacaglia, chaconne i pawana. Oryginalność inwencji przejawia się tu głównie w harmonice. Couperin był zwłaszcza mistrzem formy chaconny.